# Међународни рачуноводствени стандард 14
МРС 14 - Извештавање по сегментима
Циљ овог стандарда је да установи начела за извештавање о финансијским подацима по сегментима – подацима о различитим врстама производа и услуга које предузеће производи и о различитим географским подручјима на којима послује како би се помогло онима који користе финансијске извјештаје да боље разумеју резултат предузећа из прошлости, боље оцене ризике и приносе предузећа и буду боље информисани приликом доношења судова о предузећу у целини. Многа предузећа производе групе производа и пружају услуге или послују у географским подручјима у којима преовлађују различите стопе рентабилности, могућности раста и ризици, зато су ови подаци важни за процењивање ризика и приноса диверсификованог и мултинационалног предузећа.